# Az Európai Filmakadémia különleges díjai
Az Európai Filmakadémia (EFA), illetve annak jogelődje, az Európai Filmtársaság (EFT) elnöke és igazgatótanácsa, valamint az értékelésre felkért zsűrik alkalmanként, kivételes jelleggel, külön elismerésben részesítettek alkotókat, illetve alkotóközösségeket. Ezek az Európai Filmdíjak az alábbiak voltak:
- Érdemdíj (Award of Merit; European Cinema Society Award of Merit; European Film Academy Award of Merit)
- Az Európai Filmakadémia tiszteletbeli különdíja (European Film Academy Special Honorary Award)
- Az Európai Filmtársaság különdíja (European Cinema Society Special Award)
- Külön dicséret (Special Mention)
- Tiszteletbeli díj (Honorary Award)
- A zsűri különdíja (Special Jury Award)
- Az év európai felfedezettje (European Discovery of the Year)
- A dokumentumfilmes zsűri különdíja (Documentary Film Jury Special Award)
- A dokumentumfilmes zsűri külön dicsérete (Documentary Film Jury Special Mention)

## Díjak és díjazottak
| Év   | Díj                                      | Díjazott                                                                  | Foglalkozás                                                               | Magyar cím | Eredeti cím |
| ---- | ---------------------------------------- | ------------------------------------------------------------------------- | ------------------------------------------------------------------------- | --- | --- |
| 1988 | Érdemdíj                                 | Richard Attenborough                                                      | filmrendező, filmproducer                                                 | Különleges alkotásaiért. | Különleges alkotásaiért. |
| 1988 | A zsűri különdíja                        | Bernardo Bertolucci                                                       | filmrendező                                                               | Az utolsó császár | The Last Emperor |
| 1988 | A zsűri különdíja                        | Jurij Hánin                                                               | zeneszerző                                                                | Az elsötétülés napjai | Dni zatmenija (Дни затмения ) |
| 1989 | A zsűri különdíja                        | Bertrand Tavernier                                                        | filmrendező                                                               | Az élet és semmi más | La vie et rien d'autre |
| 1989 | A zsűri különdíja                        | Giuseppe Tornatore                                                        | filmrendező                                                               | Cinema Paradiso | Nuovo Cinema Paradiso |
| 1989 | Külön dicséret                           | A Szarajevóból származó új filmek kreatív szellemiségéért.                | A Szarajevóból származó új filmek kreatív szellemiségéért.                | A Szarajevóból származó új filmek kreatív szellemiségéért. | A Szarajevóból származó új filmek kreatív szellemiségéért. |
| 1989 | Az EFT különdíja                         | Anatole Dauman                                                            | filmproducer                                                              | ––– | ––– |
| 1989 | A dokumentumfilmes zsűri különdíja       | Joris Ivens Marceline Loridan-Ivens                                       | filmrendezők                                                              | Széltörténet | Une histoire de vent |
| 1989 | A dokumentumfilmes zsűri külön dicsérete | Dušan Hanák                                                               | filmrendező                                                               | Egy régi világ képei | Obrazy starého sveta |
| 1989 | A dokumentumfilmes zsűri külön dicsérete | Alan Gilsenan                                                             | filmrendező                                                               | ––– | The Road to God Knows Where |
| 1990 | A zsűri különdíja                        | Gian Maria Volonté                                                        | színész                                                                   | Nyitott ajtók | Porte aperte |
| 1990 | A zsűri különdíja                        | Thaddeus O'Sullivan Jonathan Cavendish                                    | filmrendező filmproducer                                                  | Decemberi menyasszony | December Bride |
| 1990 | Külön dicséret                           | Pavel Nazarov                                                             | színész                                                                   | Dermedj meg, halj meg, támadj fel! | Zamri, umri, voszkreszni! (Замри, умри, воскресни) |
| 1990 | Az év felfedezettje                      | Ennio Fantastichini                                                       | színész                                                                   | Nyitott ajtók | Porte aperte |
| 1990 | Az EFT különdíja                         | Szovjet Filmkészítők Szövetsége                                           | Szovjet Filmkészítők Szövetsége                                           | Szovjet Filmkészítők Szövetsége | Szovjet Filmkészítők Szövetsége |
| 1990 | A dokumentumfilmes zsűri külön dicsérete | Nicolas Humbert Werner Penzel                                             | filmrendező operatőr                                                      | ––– | Step Across the Border |
| 1991 | Az EFT érdemdíja                         | Rendezők Kéthete, a cannes-i fesztivál párhuzamos, alternatív rendezvénye | Rendezők Kéthete, a cannes-i fesztivál párhuzamos, alternatív rendezvénye | Rendezők Kéthete, a cannes-i fesztivál párhuzamos, alternatív rendezvénye                                                                                          | Rendezők Kéthete, a cannes-i fesztivál párhuzamos, alternatív rendezvénye                                                                                          |
| 1991 | A dokumentumfilmes zsűri külön dicsérete | Mireille Dumas                                                            | filmrendező                                                               | ––– | Crimes et passions – la cicatrice |
| 1991 | A dokumentumfilmes zsűri külön dicsérete | Jürgen Böttcher                                                           | filmrendező                                                               | A fal | Die Mauer |
| 1992 | Az EFA érdemdíja                         | a londoni Mozgókép Múzeum (MOMI)                                          | a londoni Mozgókép Múzeum (MOMI)                                          | a londoni Mozgókép Múzeum (MOMI) | a londoni Mozgókép Múzeum (MOMI) |
| 1992 | A dokumentumfilmes zsűri külön dicsérete | Paweł Pawlikowski                                                         | filmrendező                                                               | ––– | Dostoevsky's Travels |
| 1992 | A dokumentumfilmes zsűri külön dicsérete | Manu Bonmariage                                                           | filmrendező                                                               | ––– | Les amants d'assises |
| 1993 | Az EFA érdemdíja                         | Erika és Ulrich Gregor, Naum Klejman                                      | filmtörténészek filmtörténész                                             | a német-orosz filmművészeti kapcsolatokért | a német-orosz filmművészeti kapcsolatokért |
| 1993 | A dokumentumfilmes zsűri külön dicsérete | Ylli Hasani és Steve Sklair                                               | filmrendező                                                               | ––– | The Man Who Loves Gary Lineker |
| 1993 | A dokumentumfilmes zsűri külön dicsérete | Marcel Lozinski                                                           | filmrendező                                                               | 89mm Európától | 89mm od Europy |
| 2000 | Külön dicséret                           | Pepe Danquart                                                             | filmrendező                                                               | Hazai pályán | Heimspiel |
| 2003 | Külön dicséret                           | Pjer Žalica                                                               | filmrendező                                                               | Égő tűz | Gori vatra |
| 2007 | Tiszteletbeli díj                        | Manoel de Oliveira                                                        | filmrendező                                                               | Az Európai Filmdíj alapításának 20. évfordulója alkalmából. | Az Európai Filmdíj alapításának 20. évfordulója alkalmából. |
| 2011 | Az EFA tiszteletbeli különdíja           | Michel Piccoli                                                            | színész                                                                   | A karrierje során nyújtott alakítások összességéért. | A karrierje során nyújtott alakítások összességéért. |
| 2015 | Tiszteletbeli díj                        | Sir Michael Caine                                                         | színész                                                                   | A karrierje során nyújtott alakítások összességéért. | A karrierje során nyújtott alakítások összességéért. |
| 2016 | Tiszteletbeli díj                        | Andrzej Wajda                                                             | filmrendező                                                               | A különösen értékes életmű elismeréseként. | A különösen értékes életmű elismeréseként. |
| 2018 | Tiszteletbeli díj                        | Costa-Gavras                                                              | filmrendező                                                               | „A kiemelkedő rendezőnek és kemény politikai hangú személyiségnek, akit nem csak kollégái tisztelnek, hanem a világ közönsége is.”                                 | „A kiemelkedő rendezőnek és kemény politikai hangú személyiségnek, akit nem csak kollégái tisztelnek, hanem a világ közönsége is.”                                 |
| 2023 | Tiszteletbeli díj                        | Tarr Béla                                                                 | filmrendező                                                               | „A kiemelkedő rendező és erős politikai hangú személyiség előtt tisztelegve, akit amellett hogy munkatársai mélyen tisztelnek, a közönség is világszerte ünnepel.” | „A kiemelkedő rendező és erős politikai hangú személyiség előtt tisztelegve, akit amellett hogy munkatársai mélyen tisztelnek, a közönség is világszerte ünnepel.” |